# Ascogaster dentiventris
Ascogaster dentiventris är en stekelart som beskrevs av Telenga 1941. Ascogaster dentiventris ingår i släktet Ascogaster och familjen bracksteklar. Inga underarter finns listade.